# Parque Nacional Olaya Herrera
Parque Nacional Olaya Herrera är en nationalpark i Colombia.   Den ligger i departementet Bogotá, i den centrala delen av landet, i huvudstaden Bogotá. Parque Nacional Olaya Herrera ligger 2 632 meter över havet.
Årsmedeltemperaturen i trakten är 9 °C. Den varmaste månaden är februari, då medeltemperaturen är 12 °C, och den kallaste är maj, med 6 °C. Genomsnittlig årsnederbörd är 1 552 millimeter. Den regnigaste månaden är april, med i genomsnitt 221 mm nederbörd, och den torraste är september, med 80 mm nederbörd.